# GGPP-Synthase
GGPP-Synthetase (GGPPSase) ist das Enzym in Tieren, das die Kondensationsreaktion mehrerer Isopentenyldiphosphat (IPP)-Moleküle zusammen mit Dimethylallyldiphosphat (DMAPP) zu Farnesyldiphosphat katalysiert, zwei Schritte in der Cholesterinbiosynthese. Ein weiterer Schritt zum Geranylgeranyldiphosphat (GGPP) ist möglich; GGPP nimmt an der posttranslationalen Modifikation von Proteinen teil und spielt eine Rolle bei der Zellapoptose. Beim Menschen ist GGPPSase in allen Gewebetypen zu finden, wird aber in besonders großen Mengen in den Hoden exprimiert.

## Katalysierte Reaktionen
+  ⇔  + PPi
Isopentenyldiphosphat (IPP) und Dimethylallyldiphosphat (DMAPP) kondensieren zu Geranyldiphosphat.
 +  ⇔

⇔  + PPi
Isopentenyldiphosphat (IPP) und Geranyldiphosphat kondensieren zu Farnesyldiphosphat.